# بوب بومان (لاعب كرة قاعدة)
بوب بومان (بالإنجليزية: Bob Bowman) هو لاعب كرة قاعدة أمريكي، ولد في 3 أكتوبر 1910 في كيستون في الولايات المتحدة، وتوفي في 4 سبتمبر 1972 في بلوفيلد في الولايات المتحدة.

## وصلات خارجية
- بوب بومان على موقع دوري كرة القاعدة الرئيسي (الإنجليزية)
- بوب بومان على موقعبيزبول رفرنس.كوم (الدوري الرئيسي) (الإنجليزية)
- بوب بومان على موقعبيزبول رفرنس.كوم (الدوري الثانوي) (الإنجليزية)
- بوب بومان على موقع مشجعي الرسوم البيانية (الإنجليزية)